# Fabiusze

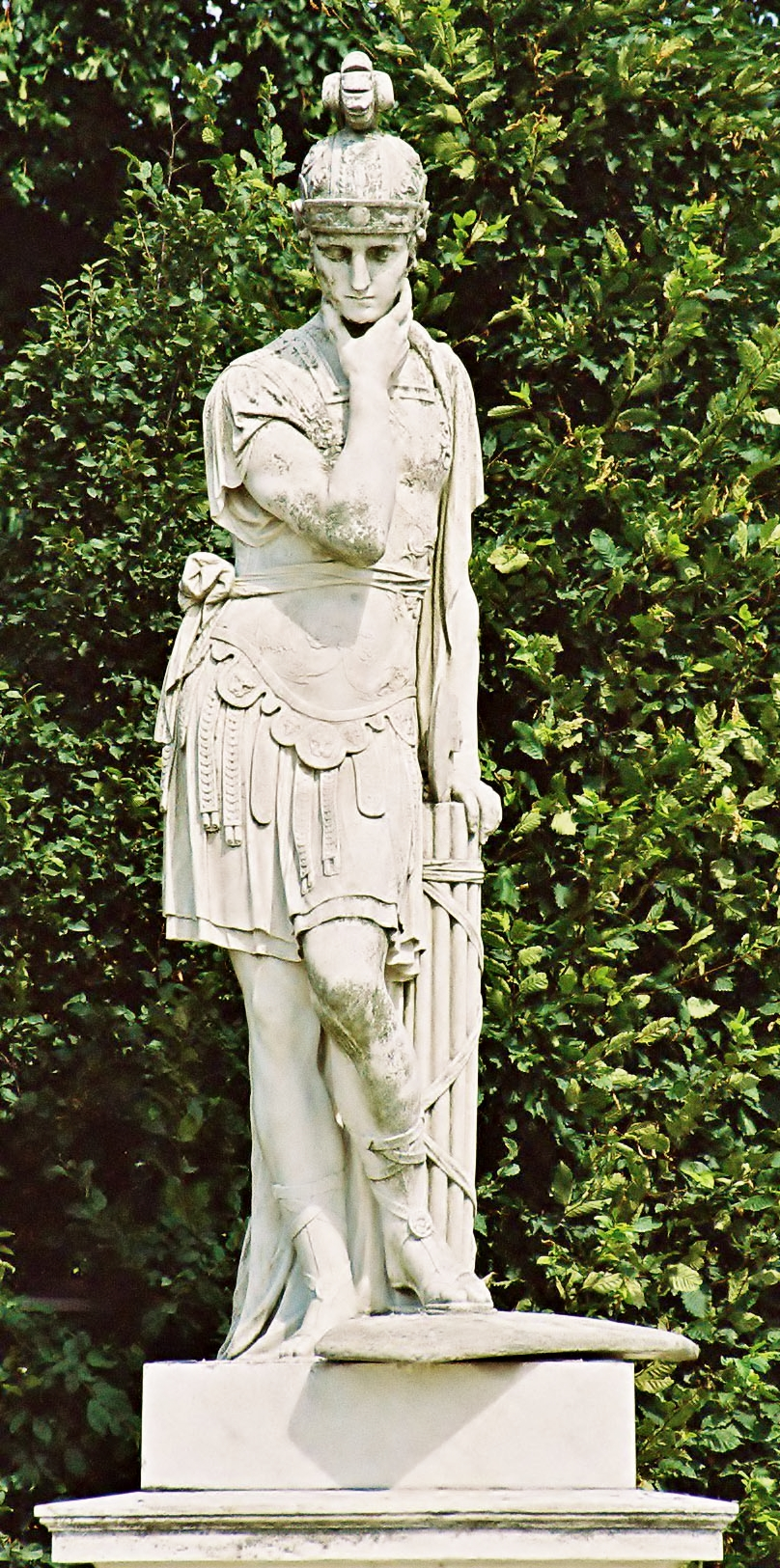
Statua Kwintusa Fabiusza Maksymusa w Wiedniu

Fabiusze (łac. Fabii) – jeden z najstarszych i najbardziej zasłużonych rodów patrycjuszowskich w starożytnym Rzymie. Osoby z tego rodu po raz pierwszy pełniły rzymskie stanowiska urzędnicze już na początku V wieku p.n.e. Potwierdzeniem znaczącej pozycji Fabiuszy w tym czasie jest fakt, że w latach 485-479 p.n.e. trzech Fabiuszy pełniło urząd konsula przez siedem kolejnych lat. W 477 p.n.e. cała rodzina Fabiuszy wzięła udział w bitwie nad Kremerą, podczas której zginęli wszyscy jej członowie – przeżyć miał tylko najmłodszy chłopiec, który nie brał udziału w bitwie i dzięki temu ród się zachował.

## Członkowie

### Fabiusze Wibulanusowie i Ambustusowie
- Kezon Fabiusz Wibulanus, konsul w 484, 481 i 479 p.n.e.[2]
- Kwintus Fabiusz Wibulanus, konsul w 485 i 482 p.n.e.[3]
- Marek Fabiusz Wibulanus, konsul w 483 i 480 p.n.e.[4]
- Kwintus Fabiusz Wibulanus, konsul w 467, 465 i 459 p.n.e.[5]
- Marek Fabiusz Wibulanus, konsul w 442 p.n.e. i trybun z władzą konsularną w 433 p.n.e.[6]
- Kwintus Fabiusz Wibulanus, konsul w 423 p.n.e. i trybun z władzą konsularną w 416 i 414 p.n.e.[7]
- Numeriusz Fabiusz Wibulanus, konsul w 421 p.n.e. i trybun z władzą konsularną w 415 i 407 p.n.e.[8]
- Kwintus Fabiusz Wibulanus Ambustus, konsul w 412 p.n.e.[9]
- Numeriusz Fabiusz Ambustus, trybun z władzą konsularną w 406 i 390 p.n.e.[10]
- Kezon Fabiusz Ambustus, trybun z władzą konsularną w 404, 401, 395 i 390 p.n.e.[11][12]
- Kwintus Fabiusz Ambustus, trybun z władzą konsularną w 390 p.n.e.[13][12]
- Marek Fabiusz Ambustus, pontifex maximus w 390 p.n.e.[14]
- Marek Fabiusz Ambustus, trybun z władzą konsularną w 381 i 369 p.n.e. oraz cenzor w 363 p.n.e.[15]
- Marek Fabiusz Ambustus, konsul w 360, 356 i 354 p.n.e.[16]
- Gajusz Fabiusz Ambustus, konsul w 358 p.n.e.[17]
- Marek Fabiusz Ambustus, magister equitum w 322 p.n.e.[18]
- Kwintus Fabiusz Ambustus, nominowany na dyktatora w 321 p.n.e.[19]
- Gajusz Fabiusz Ambustus, magister equitum w 315 p.n.e.[20]

### Dorsuonowie i Licynusowie
- Gajusz Fabiusz Dorsuon, podczas okupacji Rzymu przez Galów w 390 p.n.e. opuścił Kapitol i udał się na Kwirynał by złożyć coroczną ofiarę bogom. Pomimo niebezpieczeństwa, udało mu się to i bezpiecznie wrócił na Kapitol[21].
- Marek Fabiusz Dorsuon, konsul w 345 p.n.e.[22]
- Gajusz Fabiusz Dorsuon Licinus, konsul w 273 p.n.e.[23]
- Marek Fabiusz Licynus, konsul w 246 p.n.e.

### Fabiusze Maksymusowie
- Kwintus Fabiusz Maksymus Rullianus, konsul w 322, 310, 308, 297 i 295 p.n.e., dyktator w 315 p.n.e. i cenzor w 304 p.n.e.[24]
- Kwintus Fabiusz Maksymus Gurges, konsul w 292, 276 i 265 p.n.e.[25]
- Kwintus Fabiusz Maksymus, edyl w 265 p.n.e.[26][27]
- Kwintus Fabiusz Maksimus, konsul w 233, 228, 215, 214 i 209 p.n.e., cenzor w 230 p.n.e. i dyktator w 221 i 217 p.n.e.[28]
- Kwintus Fabiusz Maksymus, konsul w 213 p.n.e.[29]
- Kwintus Fabiusz Maksymus, augur w 203 p.n.e.[30]
- Kwintus Fabiusz Maksymus, pretor do spraw cudzoziemców (praetor peregrinus) w 181 p.n.e.[31]
- Kwintus Fabiusz Maksymus Emilianus, konsul w 145 p.n.e.
- Kwintus Fabiusz Maksymus Serwilianus, konsul w 142 p.n.e[32][33]
- Kwintus Fabiusz Maksymus Allobrogicus, konsul w 121 p.n.e.
- Kwintus Fabiusz Maksymus Eburnus, konsul w 116 p.n.e.[34][35]
- Kwintus Fabiusz Maksymus, konsul w 45 p.n.e.[36]
- Paullus Fabiusz Maksymus, konsul w 11 p.n.e.
- Afrykanus Fabiusz Maksymus, konsul w 10 p.n.e.
- Paullus Fabiusz Persykus, konsul w 34 n.e.

### Fabiusze Piktorowie
- Gajusz Fabiusz Piktor, malarz rzymski z IV wieku p.n.e.[37]
- Gajusz Fabiusz Piktor, konsul w 269 p.n.e.
- Numeriusz Fabiusz Piktor, konsul w 266 p.n.e.[38]
- Kwintus Fabiusz Piktor, jeden z pierwszych historyków rzymskich.
- Kwintus Fabiusz Piktor, pretor w 189 p.n.e.[39]

### Fabiusze Buteonowie
- Numeriusz Fabiusz Buteon, konsul w 247 p.n.e.[40]
- Marek Fabiusz Buteon, konsul w 245 p.n.e.
- Marek Fabiusz Buteon, pretor w 201 p.n.e.[30]
- Marek Fabiusz Buteon, pretor w 196 p.n.e.[41]
- Marek Fabiusz Buteon, pretor w 181 p.n.e.[31]
- Numeriusz Fabiusz Buteon, pretor w 173 p.n.e.[42]
- Kwintus Fabiusz Buteon, kwestor w 134 p.n.e.[43]

### Fabiusze Labeonowie
- Kwintus Fabiusz Labeon, pretor w 189 p.n.e., konsul w 183 p.n.e.[44]
- Kwintus Fabiusz Labeon, rzymski mówca wspominany przez Cycerona[45].

### Inni
- Marek Fabiusz Kwintylianus, rzymski retor żyjący w I wieku n.e.
- Lucjusz Fabiusz Justus, konsul w 102 n.e.
- Kwintus Fabiusz Katullinus, konsul w 130 n.e.
- Lucjusz Fabiusz Gallus, konsul suffectus w 131 n.e.
- Kwintus Fabiusz Julianus, konsul suffectus w 131 n.e.
- Lucjusz Fabiusz Cilon, konsul w 204 n.e.
- Tytus Fabiusz Titanus, konsul w 337 n.e.